# Joseph Green
Joseph L. Green (Florida, 14 gennaio 1931) è uno scrittore di fantascienza statunitense, membro della Science Fiction Writers of America. Prolifico autore di storie brevi, è noto soprattutto per il romanzo Gold the Man.

## Biografia
Joseph L Green nacque nel 1931. Si laureò in lettere all'University of Alabama. Svolse svariati lavori come operaio, edile e come supervisore di Boeing. 
Assunto nella NASA, svolse il suo impiego di responsabile presso il programma spaziale Americano per 37 anni, ritirandosi dalla NASA come Capo Deputato dell'ufficio Educazione al Kennedy Space Center. 
La sua specializzazione era la preparazione dei NASA fact sheets, brochure e altro materiale utilizzato nelle pubblicazione per il pubblico, dove i complessi concetti scientifici e d'ingegneria era spiegati in un linguaggio più semplice e popolare.

## Opere

### Romanzi
- The Loafers of Refuge, 1965
- Gold the Man o The Mind Behind the Eye, 1971
- Chi è intelligente? (Conscience Interplanetary, 1972)
- The Horde, 1976
- Star Probe, 1976

### Raccolte di racconti brevi
- An Affair with Genius, 1969. Contiene: Jinn, The Decision Makers, Once Around Arcturus, The Engineer, Single Combat, Life-force, An Affair with Genius, Tunnel of Love e Dance of the Cats.

#### Racconti brevi
- The Engineer, New Worlds SF, febbraio 1962.
- Once Around Arcturus, If, settembre 1962.
- Initiation Rites, New Worlds SF, aprile 1962.
- The Colonist, New Worlds SF, agosto 1962.
- Life-Force, New Worlds SF, novembre 1962.
- Transmitter Problem, New Worlds SF, dicembre 1962.
- The Fourth Generation, Science Fiction Adventures, Vol. 5, n. 30, 1962.
- The-Old-Man-in-the-Mountain, New Worlds SF, giugno 1963.
- The Fight on Hurricane Island, Argosy (edizione britannica), giugno 1963
- Refuge, New Worlds SF, luglio 1963.
- Single Combat, New Worlds SF, luglio-agosto 1964
- Haggard Honeymoon (con James Webbert), New Writings in SF 1, Dobson Books, London, 1964
- The Creators, New Writings in SF 2, Dobson Books, London, 1964
- The Decision Makers, Galaxy, aprile 1965
- Whaler's Wife, Inklings, primavera 1965 (Chipola Jr. College, Marianna, Fla.)
- Tunnel of Love, New Worlds SF, Vol 48, n. 146.
- Dance of the Cats, New Worlds SF, Vol 49, n. 157.
- Treasure Hunt, New Writings in SF 5, Dobson Books, London, 1965
- Birth of a Butterfly, New Writings in SF 10, Dobson Books, London, 1967
- Death of a Young Musician, Mike Shayne Mystery Magazine, agosto 1967.
- Jinn, Galaxy, dicembre 1968
- When I Have Passed Away, New Writings in SF 15, Dobson Books, London 1969.
- An Affair With Genius, The Magazine of Fantasy and Science Fiction, marzo 1969.
- The Shamblers of Misery, The Magazine of Fantasy and Science Fiction, agosto 1969.
- Death and the Sensperience Poet, New Writings in SF 17, Dobson Books, London, 1970
- Wrong Attitude, Analog, febbraio 1971.
- The Crier of Crystal, Analog, ottobre 1971.
- The Butterflies of Beauty, The Magazine of Fantasy and Science Fiction, giugno 1971.
- First Light on a Darkling Plain, New Writings in SF 19, Dobson Books, London, 1971
- One Man Game, Analog, febbraio 1972.
- The Seventh Floor, Eternity Magazine n. 1, luglio 1972.
- Three-Tour Man, Analog, agosto 1972.
- The Dwarfs of Zwergwelt, Worlds of If, giugno 1972.
- Robustus Revisited, The Magazine of Fantasy and Science Fiction, aprile 1972.
- A Custom of the Children of Life, The Magazine of Fantasy and Science Fiction, dicembre 1972.
- Let My People Go, The Other Side of Tomorrow, Random House, New York, 1973.
- The Birdlover, Showcase, Harper & Row, New York, 1973.
- Space To Move, The New Mind, Macmillan, New York, 1973
- The Waiting World, Future Kin, Doubleday & Co., New York, 1974.
- A Star is Born, Fantasy and Science Fiction, febbraio 1974.
- Jaybird's Song, The Magazine of Fantasy and Science Fiction, dicembre 1974.
- Walk Barefoot on the Glass, Analog, marzo 1974.
- A Death in Coventry, Dystopian Visions, Prentice-Hall, Englewood Cliffs, NJ 1975.
- Encounter With a Carnivore, Epoch, Berkely Publishing, New York, 1975
- Last of the Chauvinists, Fantasy and Science Fiction, novembre 1975.
- Weekend in Hartford, Dude, settembre 1975.
- Jeremiah, Born Dying, Odyssey Vol. 1 n. 1, primavera 1976.
- To See the Stars that Blind (con Patrice Milton), The Magazine of Fantasy and Science Fiction, marzo, 1977.
- An Alien Conception, Nugget, giugno 1977.
- The Wind Among the Mindymuns (con Patrice Milton), The Magazine of Fantasy and Science Fiction, dicembre 1978.
- The Speckled Gantry (con Patrice Milton), Destinies, Ace Books, 1979.
- Gentle Into That Good Night, Analog, luglio 1981.
- Still Fall The Gentle Rains, Rigel, autunno 1981.
- EasyEd (con Patrice Milton), The Magazine of Fantasy & Science Fiction, maggio 1982.
- And Be Lost Like Me, Analog, giugno 1983.
- At The Court of the Chrysoprase King, Rigel, primavera 1983.
- Raccoon Reaction, Analog , settembre 1983.
- The Ruby Wand of Asrazel, serie di World of Ithkar, Berkeley Books, 1985.
- With Conscience of the New (con Patrice Milton), Analog, febbraio 1989.
- Plague Ship, Aberrant Dreams, autunno 2006.
- Play Sweetly, In Harmony, The Last Dangerous Visions (in corso di pubblicazione).

### Articoli
- Countdown for Surveyor, Analog, marzo 1967.
- The Bugs that Live at -423°, Analog, gennaio 1968.
- Manufacturing in Space, Analog, dicembre 1970.
- Skylab, Analog, marzo/aprile 1972.
- Kennedy Space Center Will Give You A Lift, Odyssey, gennaio/febbraio 1979.
- The E-Zines: Destiny or Disaster, SFWA Bulletin, primavera 2002.
- Our Five Days With John W. Campbell, SFWA Bullein, autunno 2006.
- Three Days With Leigh Brackett & Edmond Hamilton, New York Review of SF, novembre 2009.